# Kraaienestersluis
De Kraaienestersluis is een schutsluis in de Nederlandse gemeente Stichtse Vecht. De sluis vormt een verbinding tussen de rivier de Vecht en het Tienhovens Kanaal met Loosdrechtse Plassen.
Mogelijk is de sluis in de 17e eeuw aangelegd. Gaandeweg de geschiedenis is de sluis aangepast. De sluis maakte deel uit in de Nieuwe Hollandse Waterlinie van een complex van werken in relatie met het nabijgelegen Fort bij Tienhoven. Vandaag de dag werkt de sluis op basis van zelfbediening voor kleine vaartuigen met beperkte hoogte.
De Kraaienestersluis werd in 2013 aangewezen als rijksmonument.

## Zie ook

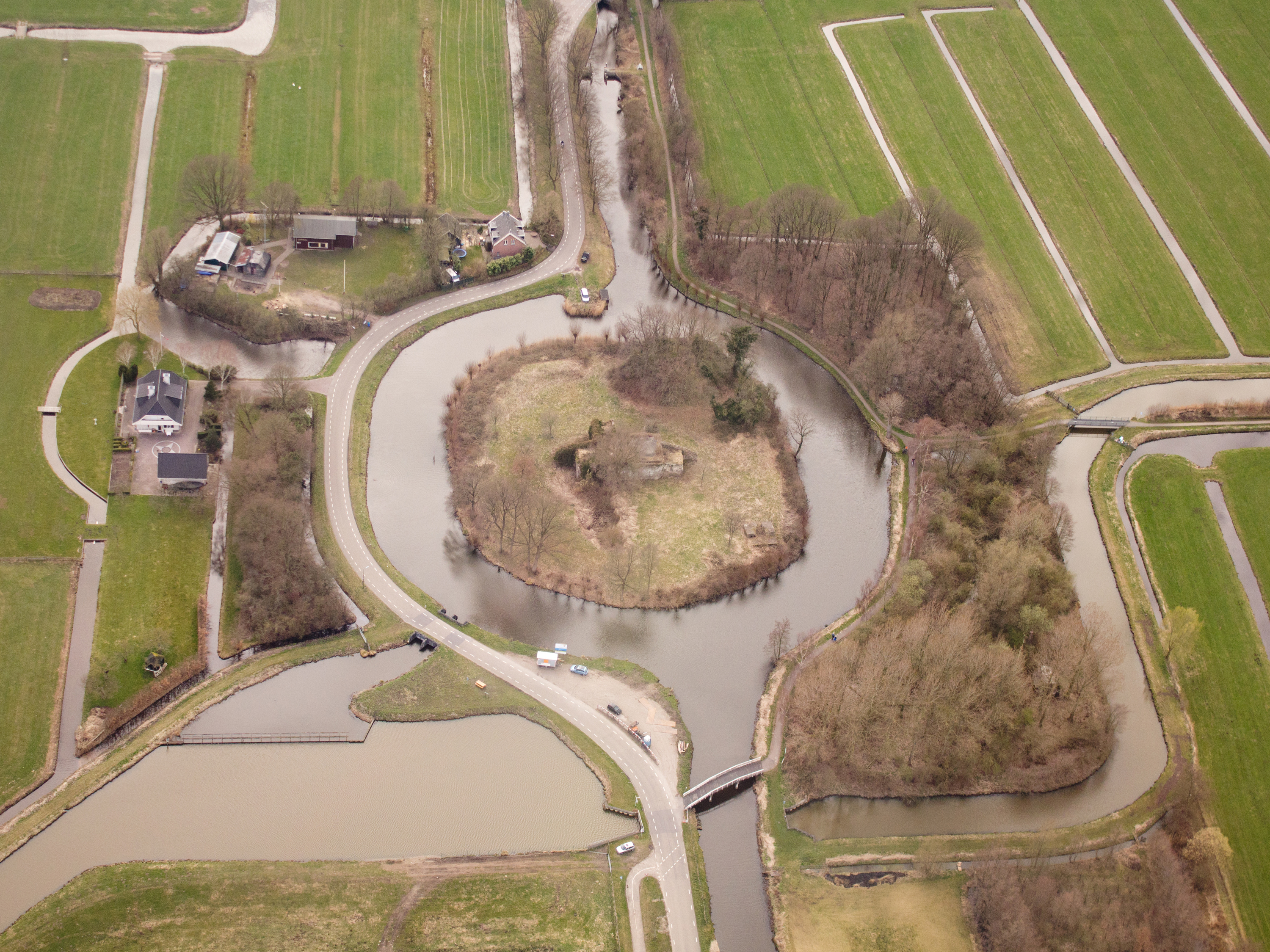
Luchtfoto van Fort bij Tienhoven